# Суховерський Микола
Микола Целестин Суховерський (8 травня 1913, Великий Кучурів під Чернівцями — 18 серпня 2008, Едмонтон, Канада) — український громадський і культурний діяч імміграції та діаспори в Канаді. Заступник Голови Уряду УНР в екзилі. 
Син Адольфа Суховерського. Закінчив Чернівецький університет. До 1940 студентський і спортовий діяч та адвокат на Буковині. З 1949 в Канаді, член проводу Українського національного об'єднання (УНО), бібліотекар і доцент Альбертського університету в Едмонтоні; упорядкував низку каталогів славістичних періодичних видань.
У 1989 на десятій сесії УНРади обраний заступником Голови Уряду УНР в екзилі і керівником ресорту юридичних справ.